# Adam Dziedzicki
Adam Dziedzicki (ur. 1853 w Warszawie, zm. 21 października 1933) – polski działacz społeczny, rolnik, z wykształcenia lekarz.

## Życiorys
Wykształcenie uzyskał w Warszawie, gdzie ukończył szkołę średnią i uniwersytecki wydział lekarski. Jako lekarz wojskowy przebywał na froncie wojny rosyjsko-tureckiej. Po wojnie wystąpił z wojska i zrezygnował z zawodu lekarza; w 1887 odbył praktykę rolniczą, a sześć lat później nabył majątek Klimontów koło Proszowic. Majątkowi temu poświęcił resztę życia, czyniąc z niego czołowe gospodarstwo rolnicze w okolicy.
Od końca XIX wieku uczestniczył też w działalności społecznej. Wspólnie m.in. z Gabrielem Godlewskim, Stefanem Kozłowskim, Eustachym Dobieckim i Kazimierzem Gautierem odbywał narady w celu założenia Towarzystwo Rolniczego na ziemi kieleckiej. Na zjeździe działaczy w majątku Godlewskiego w Klonowie 15 lutego 1896 podjęto uchwałę o założeniu Towarzystwa i delegowano Dziedzickiego (wraz z Kozłowskim i Gautierem) do władz Królestwa Polskiego w Warszawie oraz władz w Petersburgu w celu uzyskania zatwierdzenia statutu. Zgodę uzyskano, chociaż władze zmieniły siedzibę Towarzystwa z planowanego Miechowa na Kielce. 
Dziedzicki, zaliczany do organizatorów pierwszego Towarzystwa Rolniczego w Królestwie Polskim, w początkowym okresie działalności należał do czołowych aktywistów. Brał udział w pracach komisji Towarzystwa, przewodniczył delegacji buraczanej, współtworzył i doradzał okolicznym kółkom rolniczym. Jeszcze przed I wojną światową wycofał się z działalności społecznej, koncentrując się na własnym gospodarstwie. Zajmował się także wychowaniem dzieci. 
W 1928 uczestniczył w jubileuszu 30-lecia Towarzystwa Rolniczego w Kielcach. 
Jego żoną była Janina Dziedzicka (z d. Thugutt h. Pelikan), 1863 - 1954.